# مصحف رش
مصحف روش 𐺡𐺑𐺉𐺙𐺀 𐺍𐺤𐺐  أو الكتاب الشمس وهذا معناه اللفظي فكلمة ((روژ)) تعني باللغة ايزيدي شمس. و هو أحد الكتابين المقدسين للديانة وقومية الايزيدية-  𐺩𐺏𐺨𐺋𐺨  ... يتعرض مصحف رش لعقائد الديانة الايزيدية ومحرماتها بشيء من التفصيل، ويتحدث عن خلق الكون و مراتب الآلهة وأعمالهم والملائكة وتاريخ نشوء الايزيدية وعقيدتهم، وشريعتهم وما أحل لهم وما حرم عليهم في الزواج والصوم والصلاة والحج والزكاة والزيارات والميت، وشرح أمر الطواف بسناجقهم في البلدان والقرى لجمع الصدقات والنذور، وزيارتهم لقبر الشيخ شيخادي، وما يفعلونه في عيد رأس السنة (سرصال رأس السنة)، أو ما يسمى ب(جارشما سور)، من قطف الأنوار الحمراء، وذبح الذبائح وإطعام الفقراء وزيارة القبور.

## مقتطفات من مصحف رش
لا تتوفر مقتطفات او نصوص موثقة من الكتاب ذاته